# Hackberry (Luizjana)
Hackberry – jednostka osadnicza w Stanach Zjednoczonych, w stanie Luizjana, w parafii Cameron.